# Battaglia di Corregidor
La battaglia per la riconquista di Corregidor (in filippino: Labanan para sa Corregidor), avvenuta tra il 16 e il 26 febbraio 1945, vide contrapporsi le forze statunitensi contro la guarnigione giapponese a difesa dell'isola fortezza. Lo stesso bastione che, nel 1942, i nipponici stessi avevano sottratto proprio agli americani e ai filippini.
La ricattura dell'isola, nota ufficialmente come Fort Mills, assieme alla sanguinosa battaglia di Manila e la precedente battaglia di Bataan, segnò la redenzione delle forze statunitensi e filippine arresisi il 6 maggio 1942 e della conseguente caduta delle Filippine.
La resa di Corregidor nel 1942 e il conseguente destino dei suoi 11 000 difensori statunitensi e filippini causarono un particolare senso di rivalsa morale al generale Douglas MacArthur che, come visto in altre campagne per la liberazione dell'arcipelago filippino, non mostrò alcuna esitazione nell'impiegare il grosso delle truppe al suo comando per liberare le Filippine. Per i soldati statunitensi, Corregidor era più di un obiettivo militare. Ben prima della sua riconquista, la Rocca era diventata un importante simbolo per la storia militare degli Stati Uniti, essendo stato l'ultimo avamposto americano a cadere in mani giapponesi nella fase iniziale della guerra del Pacifico.

## Gli antefatti

### La cattura di Corregidor
Il 29 dicembre 1941, i giapponesi diedero il via al loro attacco su Corregidor con un bombardamento aereo, diversi giorni dopo che MacArthur aveva spostato il suo quartier generale sull'isola, ma gli attacchi più pesanti, durante l'assedio che seguì, provennero dall'artiglieria posizionata nella vicina provincia di Cavite e successivamente dalla provincia di Bataan. Alla resa degli ultimi soldati a difesa della penisola di Bataan, il 9 aprile 1942, i giapponesi erano stati in grado di ammassare artiglieria per un attacco totale alla Rocca e le sue antiquate batterie.
Tra le colline dell'isola era presente un'intricata rete di tunnel, la Malinta Tunnel, in grado di fornire protezione alla guarnigione difensiva, anche se la maggior parte delle attività dovevano essere svolte all'aperto. Per il 4 maggio, molti cannoni era stati resi inutilizzabili, le scorte idriche scarseggiavano e le vittime continuavano a crescere. Un pesante bombardamento d'artiglieria precedette un tentativo di sbarco giapponese la notte del 5 maggio, a cui gli statunitensi risposero con forza, stupendo i giapponesi e affondando due terzi delle navi da sbarco e causando 900 morti e 1 200 feriti tra i nipponici, contro i loro 800 morti e 1 000 feriti. Infine, però, l'isola venne presa dai giapponesi e i superstiti alleati furono fatti prigionieri.

### La strategia per la riconquista

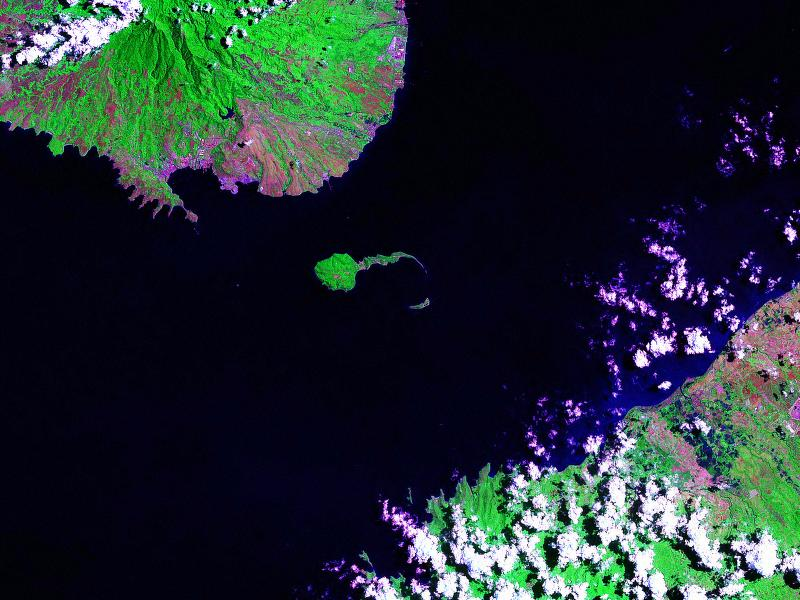
Corregidor vista dal satellite

Sebbene Corregidor, nel 1945, per i giapponesi non avesse l'importanza strategica che aveva avuto per gli statunitensi tre anni prima, rimaneva una formidabile posizione a guardia dell'ingresso alla baia di Manila. Di conseguenza, gli americani ritennero che l'isola meritasse un attacco separato dal resto delle operazioni per la conquista della capitale filippina.
La strategia di MacArthur prevedeva la combinazione di un assalto anfibio con uno aviotrasportato, una serie di manovre militari tra le più complesse dell'epoca. Nonostante tali operazioni avessero avuto successo durante lo sbarco su Luzon, l'impiego di paracadutisti su Corregidor era molto rischioso. Con una superficie di 6,5 per 2 chilometri, l'isola a forma di girino era un obiettivo estremamente complesso per un lancio di paracadutisti a causa della sua conformazione orografica. I paracadutisti avrebbero dovuto lanciarsi sul pendio che dominava l'intera isola. Lo staff di MacArthur esitò, inizialmente, ma infine decise che non vi era altra scelta. Dal pendio, i giapponesi potevano controllare ogni luogo utile per uno sbarco anfibio e gli statunitensi ritenevano che non ipotizzassero neppure un lancio di paracadutisti su un terreno così irregolare.
Il compito di conquistare la Rocca fu affidato alla 503ª Squadra da Combattimento Reggimentale, del tenente colonnello George M. Jones, e a elementi della 24ª Divisione di Fanteria del maggior generale Roscoe B. Woodruff, la stessa unità che aveva preso l'isola di Mindoro. La 503ª Squadra includeva la Compagnia C del 503º Reggimento di Fanteria Aviotrasportato, il 161º Battaglione Paracadutista del Genio ed elementi del 462º Battaglione Paracadutista di Artiglieria Campale, con obici da 75 mm. Essi furono trasportati dai C-47 del 317º Gruppo di Trasporto Truppe, mentre l'assalto anfibio sarebbe avvenuto per mano del 3º Battaglione del 34º Reggimento di Fanteria, trasportato a riva da mezzi da sbarco LCM del 592º Reggimento del Genio Navale.

## La battaglia

### Il bombardamento
Il 23 gennaio 1945, iniziò il bombardamento aereo per indebolire le difese di Corregidor. Gli attacchi quotidiani dei bombardieri pesanti delle Forze Aeree dell'Esercito degli Stati Uniti continuarono fino al 16 febbraio, con quasi 550 tonnellate di bombe complessivamente sganciate sull'isola. Stime sui bombardamenti avvenuti durante l'intera campagna fino al 24 febbraio riportano oltre 2 000 missioni effettive con quasi 3 000 tonnellate di bombe sganciate su Corregidor.
Il 13 febbraio, la Marina degli Sati Uniti cominciò il bombardamento navale, da parte di incrociatori e cacciatorpediniere, a cui si contrapposero brevi e sporadici colpi d'artiglieria giapponese, mentre i dragamine operavano attorno all'isola a partire dal giorno seguente. La fase di bombardamento durò per altri tre giorni.
Il 14 febbraio, mentre assisteva alle operazioni dei dragamine, il cacciatorpediniere USS Fletcher venne colpito dall'artiglieria giapponese che causò un incendio. Il marinaio Elmer Charles Bigelow lottò contro le fiamme, contribuendo grandemente a salvare la nave ma, ferito gravemente, morì il giorno seguente. Per il suo valore e il sacrificio personale ricevette postumo la Medal of Honor. Pure il dragamine USS YMS-48 fu colpito e dovette essere affondato, con tre membri dell'equipaggio rimasti dispersi. La USS Hopewell venne anch'essa colpita ed ebbe delle vittime tra l'equipaggio.
All'alba del 16 febbraio, gli sbarchi furono preceduti da attacchi di B-24 e da un'ora di bombardamenti a bassa quota e mitragliamenti da parte di DB-7.

### Il lancio dei paracadutisti

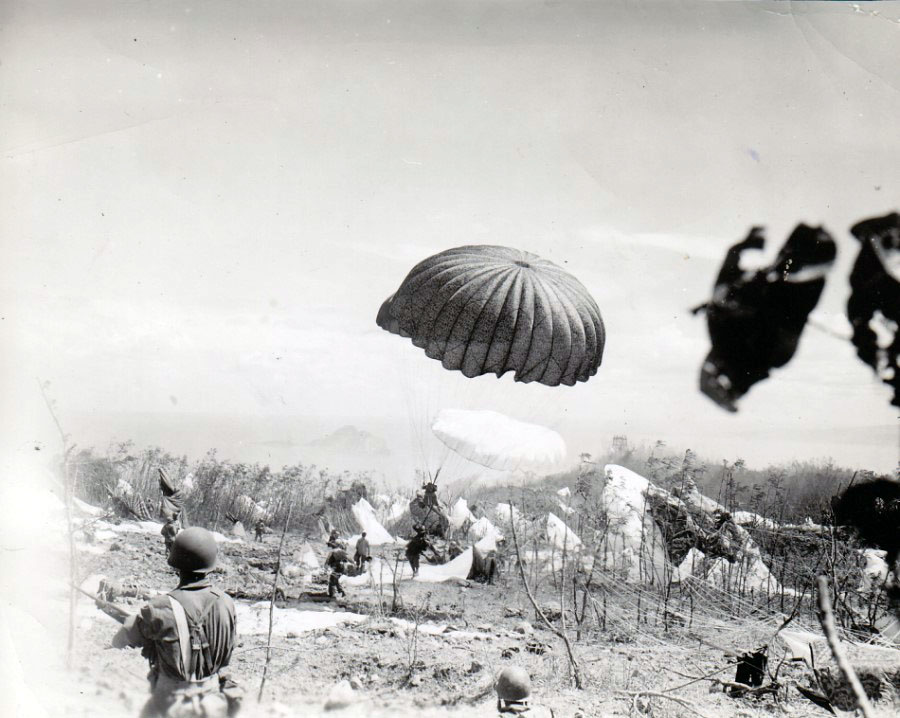
Paracadutisti su Corregidor, 16 febbraio 1945

Alle ore 08:33 del 16 febbraio, appena tre minuti dall'orario previsto e con un vento di 16-18 nodi sopra le zone di lancio, il primo dei mille soldati della 503ª Squadra da Combattimento Reggimentale si lanciò da un C-47 della 5ª Forza Aerea sulla parte occidentale del pendio, poco lontano dai difensori giapponesi, parte del Gruppo Kembu del maggior generale Rikichi Tsukada. Alcuni paracadutisti finirono proprio sulle posizioni controllate dai nipponici, nessuno finì in mare e annegò, altri ancora atterrarono in sicurezza ma non furono in grado di risalire il declivio oppure finirono sulle rocce, vicino Wheeler Point, e dovettero essere salvati.
Nonostante gli estenuanti bombardamenti aerei e navali avessero lasciato le truppe in difesa frastornate e disperse, i giapponesi riuscirono a riorganizzarsi e quasi subito iniziarono una strenua resistenza. Ad un certo punto della mattinata, rischiarono di prendere il controllo di un intero saliente respingendo indietro gli statunitensi.
I paracadutisti e i fanti ingaggiarono una dura battaglia contro i difensori giapponesi ben asserragliati. Il soldato Lloyd G. McCarter, un esploratore assegnato alla 503ª Squadra, nelle prime fasi degli scontri del 16 febbraio, attraversò uno spiazzo lungo una trentina di metri sotto il fuoco giapponese e riuscì a mettere fuori uso una mitragliatrice nipponica con bombe a mano. Nei giorni successivi, inflisse dure perdite ai giapponesi ma venne gravemente ferito. In seguito ricevette la Medal of Honor.

### La battaglia delBanzai Point
Lo scontro più feroce per il possesso di Corregidor avvenne a Wheeler Point nella notte del 18 febbraio e nelle prime ore del mattino seguente, dove le Compagnie D e F del 2º Battaglione della 503ª Squadra erano appostate sulla difensiva, presso Battery Hearn e Cheney Trail. Alle ore 22:30, in una notte senza luna, 500 marine giapponesi uscirono dall'armeria a Battery Smith e caricarono le postazioni statunitensi. La Compagnia F respinse gli attacchi che tentavano di rompere le file americane a sud. Sotto la luce di razzi luminosi sparati dalle navi da guerra, gli scontri durati tre ore furono decisi dai 50 paracadutisti che bloccarono l'assalto giapponese causando 250 vittime sparse lungo i 200 m di Cheney Trail. La Compagnia F perse 14 uomini e 15 rimasero feriti. Questo fu il primo significativo attacco giapponese su Corregidor e, per tal motivo, gli storici della 503ª Squadra si riferiscono a Wheeler Point come Banzai Point.

### La presa della collina Malinta

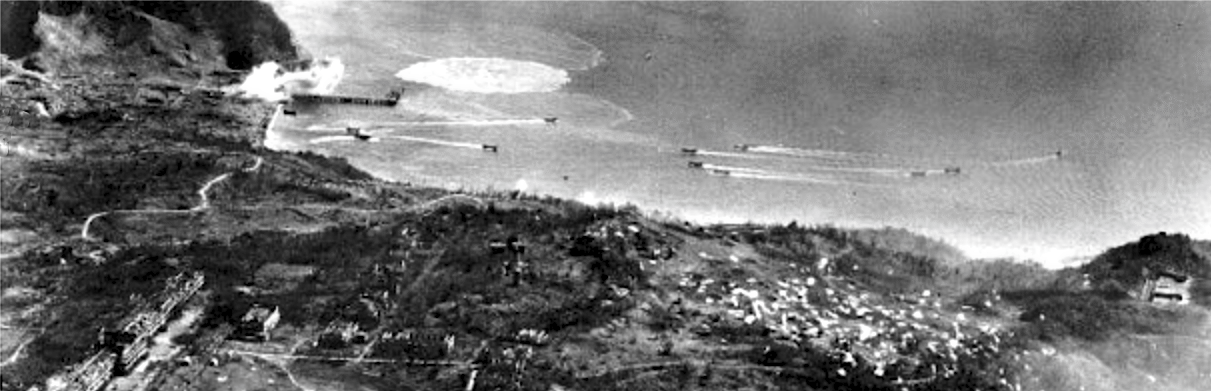
Il 34º Reggimento sbarca a San Jose Point

Nello stesso momento in cui i paracadutisti della 503ª Squadra toccavano terra, la prima ondata del 3º Battaglione, agli ordini del tenente colonnello Edward M. Postlethwait, del 34º Reggimento dell'allora colonnello Aubrey Newman, 24ª Divisione di Fanteria, sbarcò su una spiaggia denominata Black Beach e stabilì una testa di ponte presso San Jose Point sul fianco orientale di Corregidor. Le ondate di truppe subirono gli effetti di una difesa giapponese, seppur disorganizzata, e diversi mezzi da sbarco e soldati finirono sulle mine. Il battaglione riuscì comunque a spingersi nell'entroterra essendo i contrattacchi sporadici e per lo più effettuati da gruppetti usciti dai passaggi sotterranei per tendere agguati alle truppe statunitensi in avanzata.
La Compagnia K e la L riuscirono a rendere sicura la strada e i due accessi settentrionale e meridionale che conducevano alla Collina Malinta, mentre la Compagnia A stazionava vicino al bagnasciuga. La Compagnia I occupò il molo settentrionale e fu messa a guardia della baia. L'intento statunitense era quello di tenere le truppe giapponesi nei tunnel mentre altre unità avanzavano nell'entroterra accompagnate da carri armati e lanciafiamme, in grado di devastare le casematte e i tunnel stessi. Continuativamente per otto giorni, fino al 23 febbraio, queste unità affrontarono con successo cariche banzai, attacchi con mortai e una squadra suicida, i cui soldati avevano dell'esplosivo legato al corpo. Oltre 300 giapponesi rimasero uccisi in questa fase.
Il 21 febbraio, alle 21:30, nei pressi della Collina Malinta alcune dozzine di giapponesi sopravvissuti furono uccisi mentre attaccavano le postazioni statunitensi in seguito ad un'enorme esplosione. Due notti dopo, ebbe luogo un attacco analogo. In conseguenza dei due, i genieri statunitensi versarono grosse quantità di carburante nei tunnel dandogli poi fuoco. L'assenza di ulteriori contrattacchi implicava che la guarnigione giapponese dovesse essere stata così eliminata.
Non vi furono ulteriori attacchi organizzati giapponesi per il resto della campagna. Solo isolati gruppi di resistenti continuarono a combattere fino al 26 febbraio, quando Corregidor venne dichiarata sicura.

## Le conseguenze

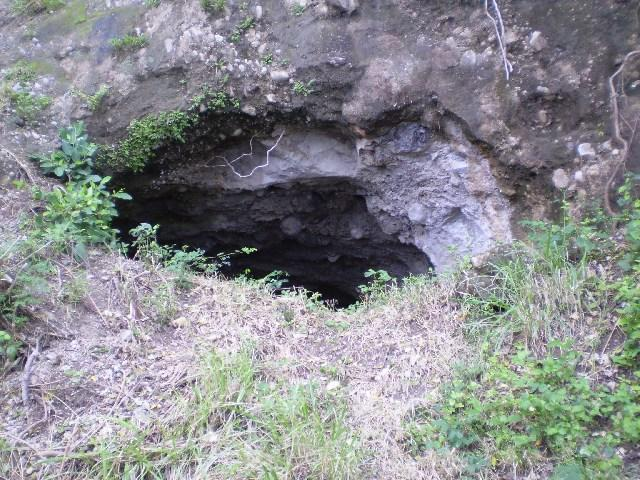
L'ingresso di una grotta usata dai giapponese

Molti giapponesi morirono annegati mentre tentavano di nuotare lontano dalla Rocca. Molti di loro, si stima nell'ordine delle migliaia, si arroccarono nei numerosi passaggi sotterranei sparsi in tutta l'isola. In accordo con la filosofia del Bushidō, i difensori, nascosti in grotte e tunnel come quelle presenti nella Collina Malinta, preferirono il suicidio alla resa. Corregidor riverberò per giorni interi a causa delle esplosioni sotterranee.
Pochissimi soldati giapponesi furono fatti prigionieri. Un carro M4 Sherman sparò un colpo diretto all'ingresso di un tunnel sospettato di essere usato dai giapponesi, ma che invece conteneva tonnellate di munizioni. L'esplosione che seguì scaraventò ad una decina di metri le quasi trenta tonnellate di carro armato, uccidendone l'equipaggio e altri 48 soldati nell'area, ferendo inoltre più di 100 uomini.
Al 1º marzo, la baia di Manila fu ufficialmente aperta al naviglio alleato. Il 7 marzo, il generale MacArthur tornò all'isola fortezza che era stato costretto ad abbandonare tre anni prima. "Vedo che il vecchio pennone è ancora in piedi. Che le truppe issino i colori fino in cima e che nessun nemico la abbatta mai più" disse durante la cerimonia dell'alzabandiera.
L'assalto statunitense coordinato per la conquista di Corregidor lasciò la 503ª Squadra con 169 morti e 531 feriti. Il 34º Reggimento di Fanteria subì 38 morti e 153 feriti. Dei 2 065 uomini paracadutatisi sull'isola, tre ebbero dei malfunzionamenti al paracadute e due impattarono contro un edificio perdendo la vita. Otto uomini furono uccisi ancora in aria, o a terra prima di potersi liberare dal paracadute, mentre altri 50 furono feriti durante la discesa o nel momento dell'atterraggio. Molti uomini rimasero dispersi, in questa fase. Complessivamente, in questa fase i feriti, non da armi da fuoco, furono 210.
Le fonti giapponesi stimano che vi fossero circa 6 700 soldati nipponici quando la 503ª Squadra e il 34º Reggimenti statunitensi giunsero sull'isola, di cui solo 50 sopravvissero. Altri 19 furono fatti prigionieri e 20 uscirono allo scoperto dopo la guerra, il 1º gennaio 1946.
Oggi, Corregidor è una destinazione turistica delle Filippine. Negli anni, la maggior parte dei pezzi d'artiglieria abbandonati e i luoghi delle battaglie significative sono stati restaurati come siti di importanza storica.